# جورج بورنيت (كاتب)
جورج بورنيت (1776 - 1811) كان قسيس غير تقليدي، جراح، و معلك لغة انجليزية، لكنه كان معروفا في ذلك الوقت ككاتب. 

## حياته
كان ابن لمزارع في هانتسبيل بسومرست، حيث وُلد حوالي عام ١٧٧٦. بعد أن تعرّف على الأدب الكلاسيكي على يد رجل دين في الحي، أُرسل إلى كلية باليول في جامعة أكسفورد، بهدف الحصول على الرهبنة في كنيسة إنجلترا. بعد عامين أو ثلاثة أعوام من الإقامة، خاب أمله في الحياة الجامعية، وشارك في مخطط البانتيسوقراطية مع صامويل تايلور كولريدج وروبرت ساوذي.
بعد فترة من دعم والده، التحق بورنيت بكلية مانشستر الجديدة. عُيّن قسيسًا لكنيسة في غريت يارموث، لكنه لم يمكث هناك طويلًا. ثم أصبح، لفترة وجيزة، طالبًا في الطب بجامعة إدنبرة. عُيّن في وقت ما مدرسًا منزليًا لاثنين من أبناء تشارلز ستانوب، إيرل ستانوب الثالث، لكنهما غادرا منزل والدهما بعد فترة وجيزة. ثم أصبح بورنيت جراحًا مساعدًا في فوج ميليشيا.
سرعان ما سافر إلى بولندا مع عائلة الكونت زامويسكي، كمدرس لغة إنجليزية، لكنه عاد إلى إنجلترا في أقل من عام دون أي عمل. غادر هانتسبيل، حيث كان يكتب، ولم يتلقَّ أقاربه أي اتصال منه. من نوفمبر ١٨٠٩ حتى وفاته في مستشفى ماريليبون في فبراير ١٨١١، اعتمد على أصدقائه في فترة مرضه.

## عمله
ساهم في المجلة الشهرية بسلسلة من الرسائل التي أعيد طبعها تحت عنوان "نظرة على الحالة الراهنة لبولندا"، لندن. 1807. نشر بعد ذلك ساهم ب "نماذج من كتاب النثر الإنجليز، من أقدم العصور إلى نهاية القرن السابع عشر؛ مع مسودات سيرة ذاتية وأدبية؛ بما في ذلك سرد للكتب، وكذلك لمؤلفيها، مع انتقادات عرضية"، 3 مجلدات. لندن. 1807؛ وهو تجميع يشكل رفيقًا لكتاب جورج إليس "نماذج من الشعراء الإنجليز الأوائل". كما كتب مقدمة "التاريخ العالمي"، التي نُشرت تحت اسم الدكتور ويليام فورديس مافور. تم تجميع إنتاجه الأخير، الذي يتكون من مختارات من أعمال جون ميلتون النثرية، مع ترجمات جديدة ومقدمة (مجلدين. لندن. 1809)، في هانتسبيل في 1808-1809، وأهدي إلى اللورد إرسكين.